# Eilegkleppen

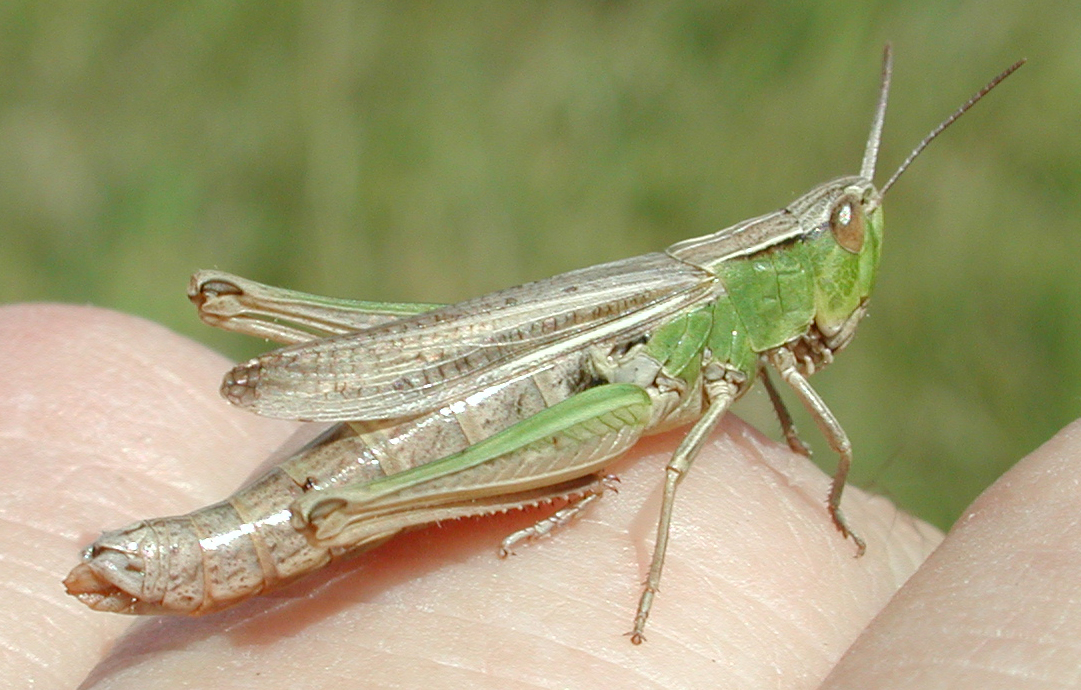
Eilegkleppen bij de kustsprinkhaan.

De eilegkleppen zijn de gepaarde afzetorganen van vrouwelijke rechtvleugeligen die behoren tot de sprinkhaanachtige vormen of kortsprietigen (Caelifera) die dienen voor het afzetten van eitjes in het substraat. Het zijn gespecialiseerde aanhangsels van het achterlijf. De vrouwtjes van de krekelachtige vormen, ook wel langsprietigen of Ensifera, hebben een naald- tot sabelachtig uitsteeksel aan de achterzijde dat niet beweeglijk is. 
Aan de vorm van de eilegkleppen zijn bepaalde soorten die sprekend op elkaar lijken soms te onderscheiden. De eilegkleppen van de sterk gelijkende soorten  zompsprinkhaan en krasser bijvoorbeeld hebben een andere vorm, die van de laatste soort zijn vanaf de onderzijde bezien korter en sterker zwart omzoomd in vergelijking met de eerstgenoemde soort.